# Міжнародний центр розвитку демократії
Міжнародний центр розвитку демократії (МЦРД) заснований у 1992 р спільно Ягеллонським університетом (Польща) та Економічною академією і працює в напрямках: європейські та східні дослідження, дослідження питань безпеки, громадянське суспільство. До складу Центру входить Інститут стратегічних досліджень. До Ради Директорів входить, зокрема, Лешек Бальцерович. Дослідження стосуються ЄС, НАТО, питань громадянського суспільства, ринкової економіки, конституції. При МЦРД створена Депозитна бібліотека Ради Європи — відділ Європейської бібліотеки. Фінансування — внутрішнє (польське) та міжнародне (приблизно порівну). Річний бюджет — 225 тис. дол. Центр має 55 співробітників, у тому числі 10 — постійних.